# شکوفه (نشریه)
شکوفه یکی از قدیمی‌ترین روزنامه‌های زنان در تاریخ ایران است. سردبیر آن مریم عمید ملقب به مزین‌السلطنه بود و نخستین شمارهٔ آن در ۱۹۱۳ میلادی چاپ شد. شکوفه دومین نشریه ویژه زنان ایران پس از نشریه دانش (۱۲۸۹–۱۲۹۰) به‌شمار می‌رود.
شکوفه به صورت دوهفته‌نامه در چهار صفحه (با چاپ سنگی) منتشر و با اشتراک یک ساله توزیع می‌شد. شکوفه اولین نشریه ایرانی بود که کاریکاتورهای انتقادی را در صفحه آخر چاپ می‌کرد. از ویژگی‌های این نشریه می‌توان به لحن طنزآمیز و انتقادی، پرداختن به مسائل زنان ایرانی، تحصیل و آموزش دختران و مسائل سیاسی اشاره کرد.
هدف نشریه آشنا کردن زنان با آثار ادبی، خرافه زدایی، راهنمایی‌های خانه‌داری و بچه‌داری و کوشش در بهبود روحیهٔ زنان بود. با گذشت زمان، در طی سال‌های بعد لحن مجله تندتر و اعتراضاتش به وضعیت اجتماعی صریح‌تر شد و مثلاً به انتقاد از سنت ازدواج دختران در سن پایین و حتی اعتراض به مداخلات ابرقدرت‌ها و تشویق استقلال ملی پرداخت. یکی از مهمترین اقدامات مزین‌السلطنه به‌عنوان مدیر مسئول شکوفه، معرفی کاندیداهای مورد قبول زنان در انتخابات دوره سوم مجلس شورای ملی بود که عواقبی را در پی داشت.
این نشریه تا سال ۱۲۹۸ خورشیدی یعنی تا زمان مرگ عمید انتشار یافت. برخی پایان انتشار شکوفه را سال ۱۲۹۶ ذکر کرده‌اند.